# Moinho de Água do Porto da Silva
O Moinho de Água do Porto da Silva, é uma estrutura histórica na freguesia de São Teotónio, no Município de Odemira, na região do Alentejo, em Portugal.

## Descrição e história
Consiste num moinho de roda vertical, que é impulsionada pelo movimento da água pela sua parte inferior. É uma das duas estruturas deste tipo no concelho, sendo a outra o Moinho de Maré do Loural, no Rio Mira. Aproveitava as águas da Ribeira do Cerrado, nas imediações da Ribeira de Odiáxere. As suas mós estavam organizadas em dois aferidos, configuração que também se encontrava noutras estruturas deste tipo no concelho. Na Ribeira do Cerrado existiam outros dois moinhos, o do Outeiro, e do Selão da Eira.
Durante o seu funcionamento ainda terá alcançado uma grande importância, uma vez que o seu complexo incluía armazéns e casario de dimensões consideráveis. Era utilizado para moer farinha, e no branqueamento e no descasque do arroz. Funcionou até cerca da década de 1980, e nos finais da década de 2000 já se encontrava num avançado estado de degradação.

## Leitura recomendada
- QUARESMA, António Martins (2009). Cerealicultura e farinação no Concelho de Odemira: Da Baixa Idade Média à época contemporânea. Odemira: Câmara Municipal de Odemira. 124 páginas. ISBN 978-989-8263-02-5
- QUARESMA, António Martins (2000). Rio Mira, Moinhos de Maré. Aljezur: Suledita. 89 páginas. Consultado em 20 de Maio de 2022 – via Biblioteca Digital do Alentejo</ref>